# Bâtiment Jacques Delors
Pour les articles homonymes, voir Jacques Delors.
Le bâtiment Jacques Delors est le siège du Comité économique et social et du Comité des régions de l'Union européenne, à Bruxelles, rue Belliard.

## Historique
Le bâtiment a été inauguré en 2006 après avoir été réaménagé. Il était précédemment utilisé par le Parlement européen, et alors connu sous le nom de bâtiment Belliard[réf. souhaitée].
Le 18 septembre 2006, le bâtiment est renommé "bâtiment Jacques Delors" en l'honneur de Jacques Delors, 8e président de la Commission européenne et principal fondateur du Comité des régions,.

## Localisation
Il se trouve à Bruxelles, entre la rue Belliard (99-101) et le parc Léopold.

## Accès
| ___ | Ce site est desservi par les stations de métro : Maelbeek et Trône. |

## Complément